# Sibila Isabel de Württemberg
Sibila Isabel de Württemberg (em alemão: Sibylla Elisabeth; Montbéliard, 10 de abril de 1584 – Dresden, 20 de janeiro de 1606) foi uma princesa de Württemberg por nascimento, e duquesa da Saxônia como a primeira esposa de João Jorge I.

## Família
Sibila Isabel foi a filha primogênita e terceira criança nascida de Frederico I, Duque de Württemberg e de Sibila de Anhalt.
Os seus avós paternos eram Jorge I de Württemberg-Mömpelgard e Bárbara de Hesse. Os seus avós maternos eram Joaquim Ernesto, Príncipe de Anhalt e Inês de Barby-Mühlingen, sua primeira esposa.
Pela linhagem materna, ela era uma descendente do rei João da Dinamarca e de sua consorte, Cristina da Saxônia, através de sua filha, a princesa Isabel da Dinarmaca.
Sibila teve dois irmãos mais velhos, mas apenas um chegou à idade adulta: João Frederico, Duque de Württemberg, marido de Bárbara Sofia de Brandemburgo. Também teve doze irmãos mais novos, entre eles: Luís Frederico, Duque de Württemberg-Montbéliard, que foi casado primeiro com Isabel Madalena de Hesse-Darmstadt e depois com Ana Leonor de Nassau-Saarbrücken; Júlio Frederico, fundador do ramo Württemberg-Weiltingen, e casado com Ana Sabina de Eslésvico-Holsácia-Sondenburgo; Inês, esposa de Francisco Júlio de Saxe-Lauemburgo, etc.

## Biografia
O duque Frederico I desejava uma conexão com a casa governante da Saxônia, e assim, procurou uma união para a filha mais velha entre os príncipes protestantes que eram aliados do Império Alemão, e que apoiavam a missão dele em se tornar independente da Casa de Habsburgo. Inicialmente, foi planejada uma união com o irmão mais velho do duque João Jorge, Cristiano II, Eleitor da Saxônia, mas, em 1602, ele se casou com a princesa Edviges da Dinamarca. Um projeto de casamento simultâneo entre seu irmão João Frederico, Duque de Württemberg e a irmã de João Jorge, Sofia, não foi levado adiante pelo lado saxão.
Portanto, Sibila Isabel e o então duque João Jorge da Saxônia se casaram em 16 de setembro de 1604, em Dresden. A noiva tinha 20 anos, e o noivo, 19. O duque era filho de Cristiano I, Eleitor da Saxônia e de Sofia de Brandemburgo. Como parte de seu Vidualitium, a princesa recebeu o castelo, a cidade e a jurisdição de Weissensee, hoje parte da Turíngia.
O casal ganhou uma pequena corte, que era financiada, em sua maior parte, pela renda advinda da diocese de Merseburg, no atual estado da Saxônia-Anhalt.
A duquesa era conhecida por doar remédios para pessoas carentes.
Sibila Isabel morreu no parto de seu único filho, que nasceu natimorto, em 6 de janeiro de 1606, quando tinha apenas 21 anos de idade. A duquesa foi enterrada na Catedral de Freiberga.
Após a morte da primeira esposa, João Jorge, que se tornou eleitor da Saxônia em 1611, se casou com Madalena Sibila da Prússia, em 1607, e teve nove filhos.

## Notas e referências

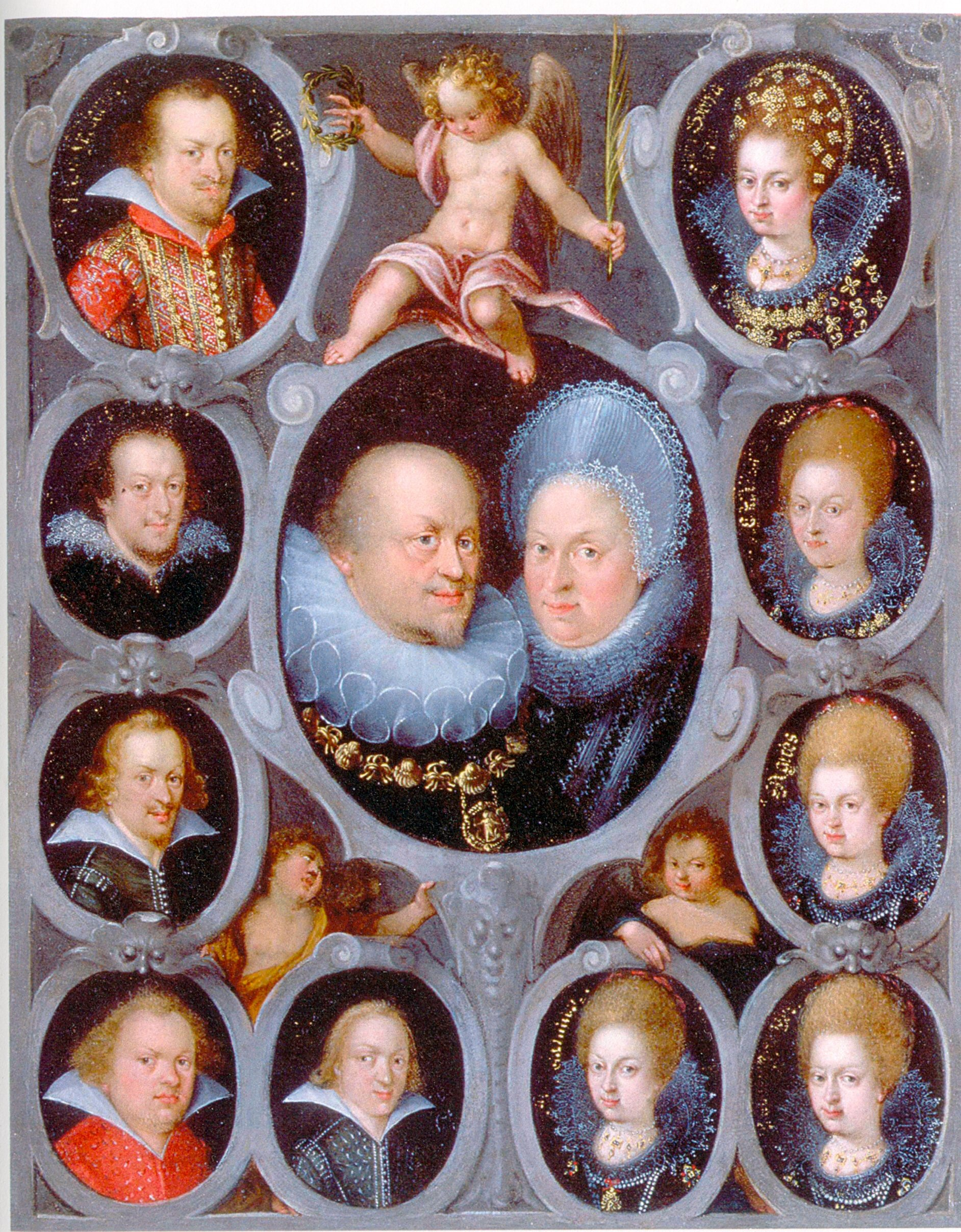
Família do duque Frederico I e Sibila de Anhalt. Pintura por Pieter Isaacsz, c. 1605/06, que hoje faz parte da coleção do Museu do Estado de Württemberg.